# (5773) Hopper
(5773) Hopper ist ein Asteroid des Hauptgürtels, der am 2. Juli 1989 von der US-amerikanischen Astronomin Eleanor Helin am Palomar-Observatorium (IAU-Code 675) nordöstlich von San Diego in Kalifornien entdeckt wurde.
Der Himmelskörper wurde nach der US-amerikanischen Informatikerin und Computerpionierin Grace Hopper (1906–1992) benannt, die im Dienstgrad eines Rear Admiral (lower half) (Flottillenadmiral) im Alter von 80 Jahren in den Ruhestand entlassen wurde, nachdem sie 1967 reaktiviert worden war, um  für Abhilfe bei diversen Computerproblemen zu sorgen.